# Annie Louisa Swynnerton
Annie Louisa Robinson Swynnerton (ARI) (Hulme, 26 de fevereiro de 1844 – Ilha Hayling, 24 de outubro de 1933) foi uma pintora inglesa.
Bastante conhecida por seus retratos e pinturas simbolistas, era também muito experiente em pintar paisagens. Estudou nas prestigiadas Escola de Arte de Manchester e na Academia Julian, em Paris, tendo sido influenciada pelos trabalhos de George Frederic Watts e Edward Burne-Jones.
Annie foi a primeira mulher eleita para a Academia Real Inglesa, em 1822. Pintou retratos de pessoas famosas como Henry James e Millicent Fawcett. Seus trabalhos estão hoje em coleções pelo mundo todo. Casou-se com o escultor Joseph William Swynnerton, tendo morado em Roma. Era muito amiga das mais importantes sufragistas da época, como Emmeline Pankhurst.

## Biografia
Annie Louisa nasceu em Hulme, em 1844, às vezes sendo identificado como Kersal e Salford, todos eles locais em Manchester. Seus pais eram Francis Robinson, um advogado, e Ann Sanderson. Annie tinha seis irmãs. Em épocas de grande dificuldade, Annie costumava pintar aquarelas para vender e complementar a renda da família. Sua irmã, Emily, também era pintora e desenhista.
Annie estudou na Escola de Arte de Manchester, em 1871. Lá ganhou o primeiro lugar em um concurso e uma bolsa de estudos para estudar pintura a óleo e aquarela. De 1874 e 1876, ela teve aulas de arte em Roma junto de sua amiga Susan Isabel Dacre. Posteriormente, ambas se matricularam na Academia Julian, única escola de arte na época que aceitava mulheres. Annie foi grandemente influenciada pelos trabalhos de Jules Bastien-Lepage. Em 1880 estava morando em Manchester e em 1882 mudou-se para Londres. Annie pintava retratos, objetos paisagens e fazia trabalhos simbolistas. George Frederic Watts e Edward Burne-Jones foram dois grandes apoiadores de sua carreira.

## Carreira
Annie e Susan dividiram o mesmo estúdio. Em 1879, as duas fundaram a Sociedade de Mulheres Pintoras de Manchester, onde ofereciam aulas de arte e exposições. Sua irmã Emily também era membro. Annie pintou o retrato de Susan, que foi exposto na Academia Real Inglesa em 1880. Posteriormente foi doada para a Galeria de Arte de Manchester. Annie foi a segunda mulher integrar o comitê de avaliação da Exposição de Outono de Liverpool, em 1985.
Annie fez vários retratos de sufragistas famosas da época, como Louisa Garrett Anderson. Seu retrato de Millicent Fawcett foi comprado por Francis Chantrey e depois doado para a Galeria Tate. Pintou também o retrato da escritora Elizabeth Gaskell e seu marido, o reverendo William Gaskell.
Annie expôs seus trabalhos na Academia Real Inglesa de 1879 a 1886 e novamente em 1902 até 1934. Em 1922, ela foi eleita para a Academia Real Inglesa, a primeira mulher a ser eleita para uma cadeira na instituição. Seus trabalhos também foram expostos foram do país como em Aberdeen, Chicago e Pittsburgh.

## Sufrágio
Annie era uma grande apoiadora do movimento do sufrágio universal, tendo assinado a declaração em favor do sufrágio em 1889. Ainda que não se identificasse como uma feminista ou sufragista plena, ela apoiava o movimento e as causas levantadas por Pankhurst na declaração.

## Vida pessoal
Em 1883 ela se casou com o escultor Joseph William Swynnerton, que conheceu, provavelmente, enquanto estava em Roma. Moraram primeiro na Itália e depois abriram um estúdio, em Londres. O casal ficou junto até 1910, quando Joseph faleceu.

## Últimos anos e morte
A visão de Annie deteriorou rápido em seus últimos anos. Após a morte do marido, ela se mudou para Chelsea, em Londres, depois para Roma e finalmente se estabeleceu na Ilha Hayling, na costa sul da Inglaterra. Annie morreu em 24 de outubro de 1933, na Ilha Hayling, aos 89 anos. Ela foi sepultada no cemitério da igreja de St Mary the Virgin, em Hayling.

## Galeria

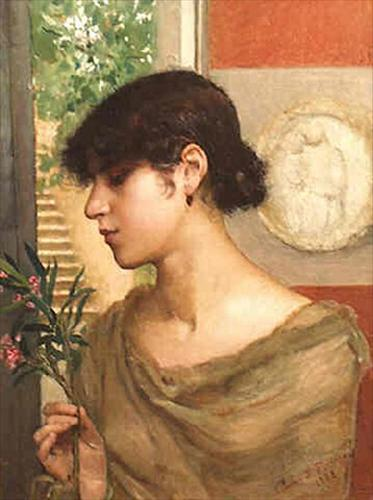
Oleander, cerca de 1900
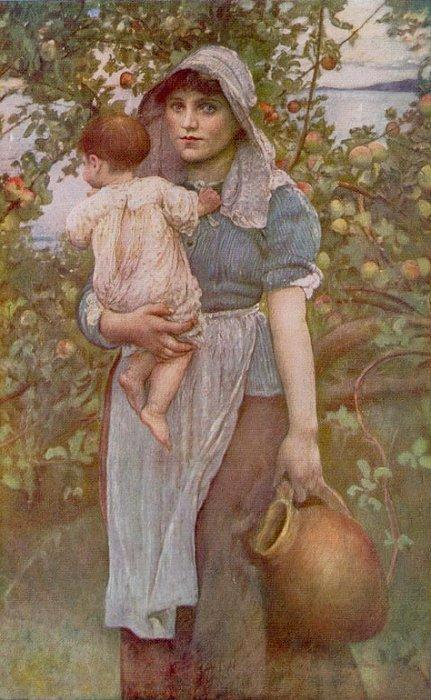
The Young Mother, c. 1887
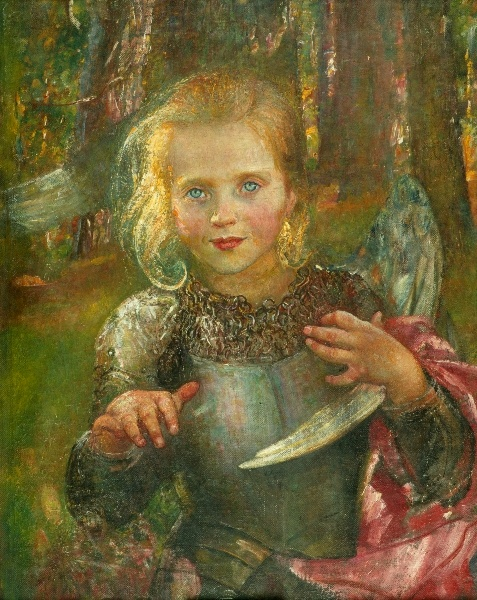
Illusions, óleo sobre tela, 1900
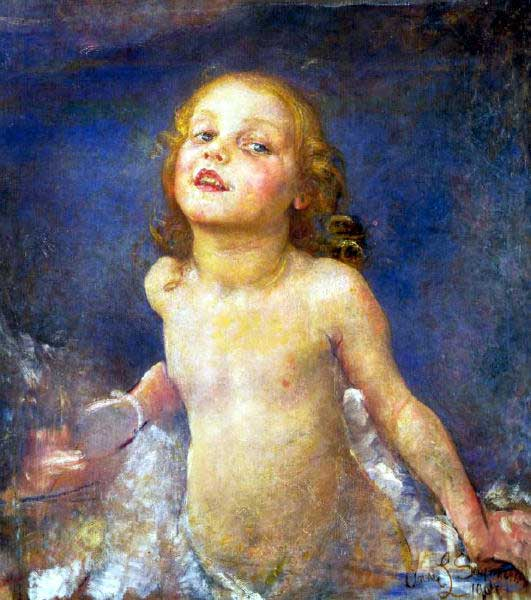
New Risen Hope, 1904
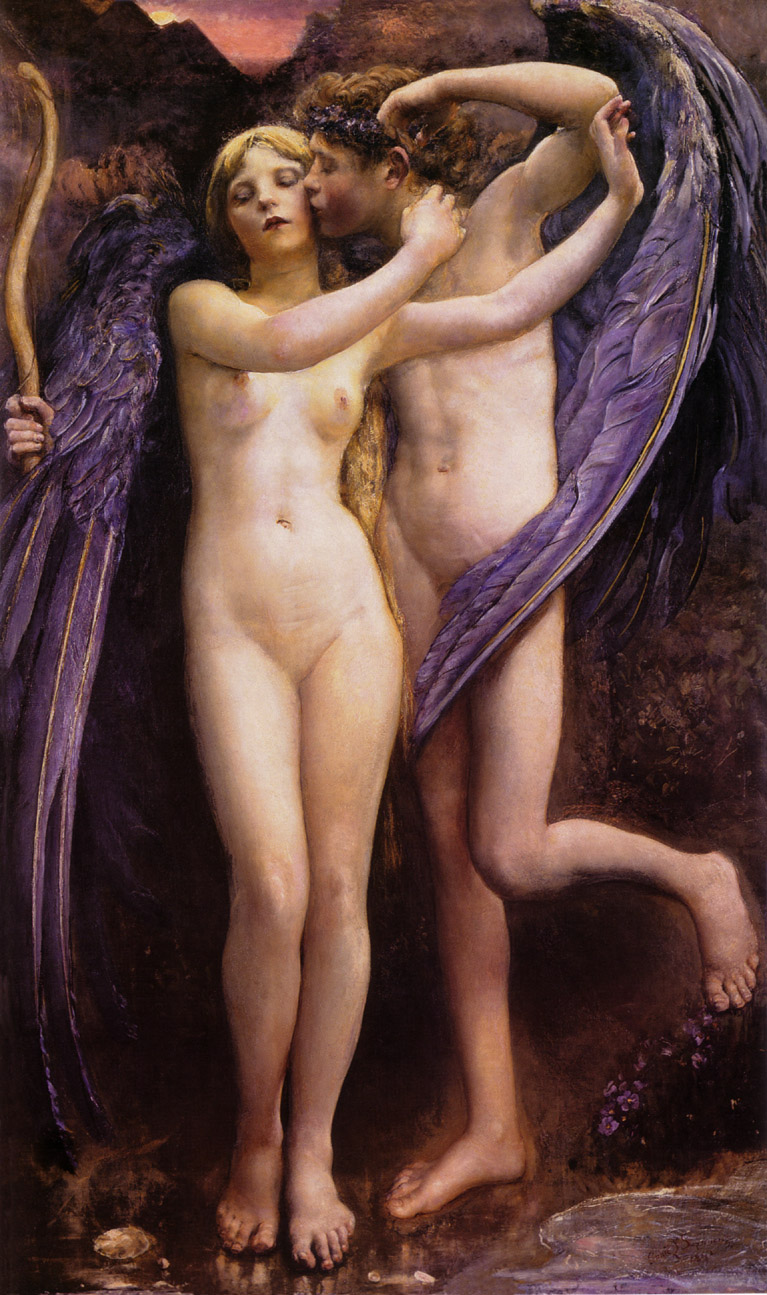
Cupid and Psyche, 1890
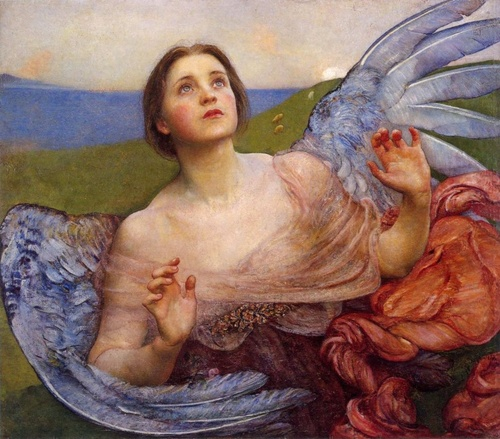
The Sense of Sight, óleo sobre tela, 1895
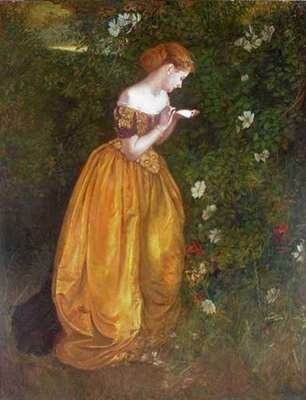
Glow Worm, cerca de 1900